# 스타산드로스
스타산드로스(고대 그리스어: Στάσανδρος, 라틴어: Stasandros, 기원전 4세기)는 마케도니아 왕국의 가신으로 디아도코이 중 한 사람이다.

## 생애
스타산드로스는 키프로스 사람이다. 기원전 321년 이전의 경력은 알려져 있지 않으며, 그의 이름은 알렉산더 3세의 통치 기간 동안 나오지 않는다. 알렉산더의 사후 기원전 321년에 개최된 트리파라디소스 회의에서 스타산드로스는 아레이아와 도란기아나의 태수로 임명되었다.
기원전 317년에 메디아 태수 페이톤이 파르티아의 이전 장군이었던 필로타스(필리포스의 오기)를 처형하고 동생 에우다모스를 그 자리에 앉혔는데, 자신들이 그 반복된 실패의 사례가 되는 것을 두려워 스타산드로스를 포함한 제국 동방을 지배하는 태수들이 연합하여 페이톤과 싸웠다. 또한 같은 해, 안티고노스와 에우메네스와 전투 시 스타산드로스 다른 동방의 태수들과 마찬가지로 에우메네스에게 가담하여 자국령과 박트리아에서 1500명의 보병과 1000기의 기병을 이끌고 등장했다. 그리고 〈파라에타케네 전투〉와 〈가비에네 전투〉에서 함께 기병 부대를 이끌고 싸웠다. 가비에네 전투 이후 아군의 배신으로 에우메네스가 안티고노스에 인도 되자 스타산드로스 영지는 안티고노스의 손에 넘어 갔다. 안티고노스는 아레이아를 처음 에우이토스에 주었지만 에우이토스가 이내 사망했기 때문에 에우아고라스를 태수로 임명했다. 태수 영지를 내준 뒤 스타산드로스가 어떻게 되었는 지는 불분명하다.

## 같이 보기
- 스타사노르